# جاكوب كنودسن
جاكوب كنودسن (بالدنماركية: Jakob Knudsen)‏ هو كاتب وقسيس وشاعر دنماركي، ولد في 14 سبتمبر 1858 في Rødding Municipality ‏ في الدنمارك، وتوفي في 21 فبراير 1917 في Birkerød ‏ في الدنمارك.

## وصلات خارجية
- جاكوب كنودسن على موقع IMDb (الإنجليزية)
- جاكوب كنودسن على موقع ميوزك برينز (الإنجليزية)